# 汉诺威广场圣乔治教堂
汉诺威广场圣乔治教堂（St George's, Hanover Square）是一座英国圣公会教堂，位于伦敦西敏市梅费尔区，牛津圆环和汉诺威广场附近，建于18世纪初。
由于其地理位置，常有上流社会婚礼在此举行。1886年12月2日，西奥多·罗斯福在此结婚。1798年12月17日，约翰·纳什在此结婚。。
汉诺威广场圣乔治教堂出现在电影《窈窕淑女》中。
格奥尔格·弗里德里希·亨德尔定期在此做礼拜，现在每年举办亨德尔节。圣乔治有一个全职专业唱诗班，是古典音乐会的一个杰出场地。